# World Seniors Tour
Le World Seniors Tour (tournée mondiale seniors) est un circuit de snooker ouverts aux anciens joueurs de la discipline ; les vétérans et les légendes du snooker. Il a été fondé en 2018 par la World Professional Billiards and Snooker Association (WPBSA), l'association régissant le snooker à l'échelle internationale.  
La première saison (2017-2018) est organisée par Snooker Legends (en), association créée en 2009 par Jason Francis afin de faire s'affronter des joueurs retirés et des joueurs encore en activité dans des lieux emblématiques du snooker. À partir de la saison suivante, la gestion du circuit est confiée à la World Senior Snooker, fondée en mai 2018.   
La tournée se compose de plusieurs tournois comportant un championnat du monde, un championnat du Royaume-Uni et des Masters. Plus tard, un Masters d'Irlande, un championnat du monde à six billes rouges et un Open de Grande-Bretagne sont ajoutés à la tournée. En 2020, un challenge à une manche est mis en place en tant que tournoi spécial. Cependant, en 2020, le circuit est affecté par la pandémie de coronavirus. Par conséquent, plusieurs de ses événements sont décalés, voire annulés. Depuis, seul le championnat du monde a été maintenu. 
Le président actuel de l'association est Jason Francis. Son siège est situé à Bristol (Royaume-Uni). 

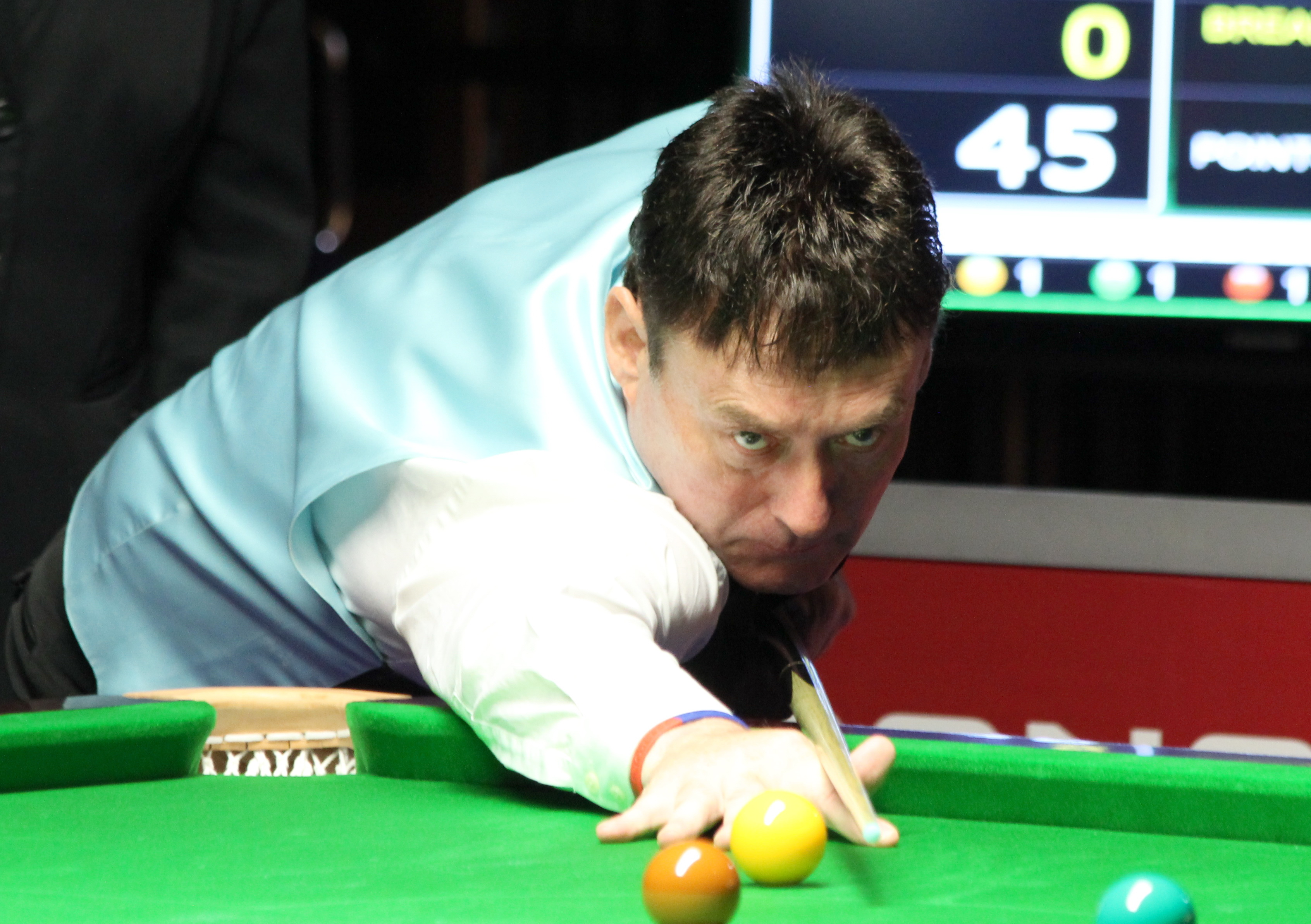
Jimmy White ; vainqueur de cinq événements de la tournée (championnat du Royaume-Uni 2017, Masters d'Irlande 2019 et championnat du monde 2019, 2020 et 2023).

## Evènements de la tournée[3]
- Championnat du monde (depuis 2017)
- Championnat du Royaume-Uni (2017 à 2019 et 2022)
- Masters (2018 à 2019)
- Masters d'Irlande (2018 à 2019)
- Championnat du monde à six billes rouges (unique édition en 2019)
- Challenge à une manche (uniquement édition en 2020)
- Open de Grande-Bretagne seniors (unique édition en 2020)